# ZiS-8
ZiS-8 – autobus produkowany przez firmę ZiŁ (wówczas ZiS) w latach 1934-1938. Do napędu użyto silnika R6 o pojemności 5,6 l. Moc przenoszona była na oś tylną poprzez 4-biegową manualną skrzynię biegów. Pojazd przewozić mógł 21 pasażerów na miejscach siedzących.
Autobus oparty był na ciężarówce ZiS-5. Powstało 547 egzemplarzy ZiSa-8.

## Dane techniczne

### Silnik
- R6 5,6 l (5555 cm³), 2 zawory na cylinder, benzynowy, SV
- Układ zasilania: gaźnik
- Średnica cylindra × skok tłoka: 101,60 × 114,30 mm
- Stopień sprężania: 4,6:1
- Moc maksymalna: 73 KM przy 2300 obr./min
- Maksymalny moment obrotowy: 251 Nm

### Osiągi
- Prędkość maksymalna: 60 km/h (załadowany)
- Średnie zużycie paliwa: 34,0 l / 100 km

### Inne
- Prześwit: 250 mm
- Pojemność zbiornika paliwa: 110 l